# فروگانیسم

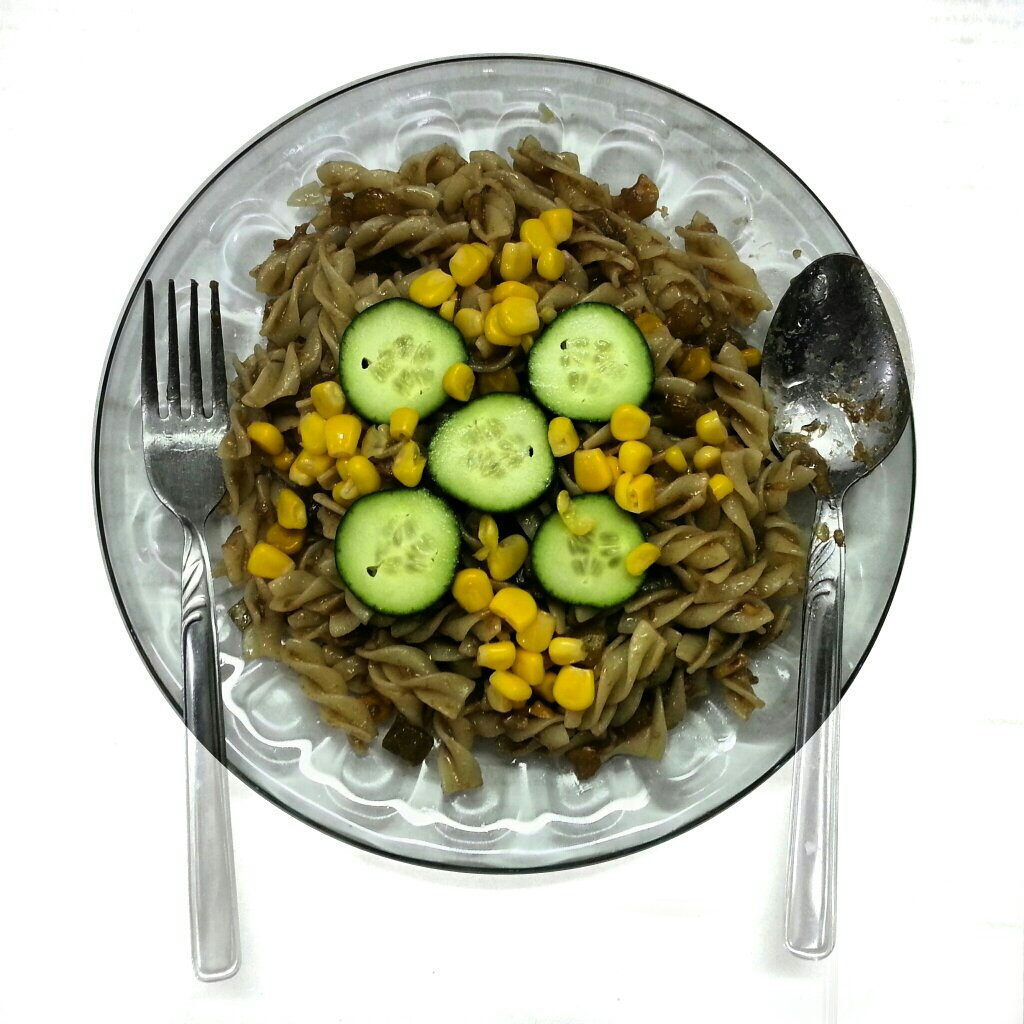
پاستای کدو و ذرت با رب انار:
محتویات این غذا پاستا، کدو، ذرت، فلفل سبز، رب انار، آب لیمو، نمک، فلفل، زیره، سرکه و خیار سبز بود که هیچ‌کدام حیوانی یا از اندام‌های حیاتی گیاهان مانند ریشه، ساقه و برگ نیستند.

فروگانیسم  یا میوه‌خواری (به آلمانی: Frutarismus) (به انگلیسی: Fruitarianism) یکی از شاخه‌های گیاهخواری ست. این واژه خود از واژهٔ frugan که ترکیبی از واژه‌های frugivore به معنای میوه خوار و vegan به معنای گیاهخوار مطلق است ایجاد شده است. وجه اشتراک فروگان‌ها با میوه خواران در محصول خواری و وجه تمایزشان در پخته خواری ست. تفاوت قابل توجه و منحصر به فرد این اندیشه با سایر اندیشه‌های اخلاقی گیاهخواری از جمله وگانیسم در این است که فروگانیسم علاوه بر احترام به حیات جانوران به حیات گیاهان نیز توجه دارد. فروگان‌ها تنها از محصول گیاه استفاده می‌کنند و بخش‌هایی از گیاه مانند غده، ریشه، ساقه، برگ، گل و همچنین جوانه‌ها در سبد غذایی شان جایگاهی ندارد. به عبارت ساده‌تر می‌توان گفت فروگان‌ها تنها میوه‌ها، دانه‌ها، مغزها، آجیل‌ها و حبوبات را مصرف می‌کنند و از خوردن محصولاتی که گیاه در تهیهٔ آن‌ها آسیب دیده یا از بین می‌رود مانند کلم، کاهو، کرفس، سبزیجات، هویج، شلغم، قارچ، سیب زمینی، سیر، پیاز و ... خودداری می‌نمایند.